# Politainment
Politainment, un acrònim compost per les paraules política i entreteniment, descriu tendències en la política i els mitjans de comunicació de masses per amenitzar els informes polítics i la cobertura de notícies utilitzant elements de les relacions públiques per crear un nou tipus de comunicació política. Politainment, encara que exteriorment emfatitza els aspectes polítics de la informació comunicada, es basa en gran manera en tècniques de la cultura pop i el periodisme per fer més accessible o convincent la informació complexa i distreure l'atenció pública de temes políticament desfavorables. Les interdependències dels polítics i els mitjans de comunicació es coneixen com el complex polític-mediàtic.
De dubtosa virtut, la disminució de les quantitats de contingut i substància pot compensar-se fàcilment donant a les notícies una punxada sensacionalista. Així doncs, el politainment se situa al mateix nivell que l'edu- i l'infoentreteniment.
Els titulars típics en els informes de politització o els mitjans de comunicació de vegades argumenten sense embuts ad hominem d'una manera generalitzada i @tratar emfatitzar les virtuts i el carisma ("xyz farà als Estats Units gran de nou") o vicis i febleses (per denúncia: "xyz destrossarà aquest país"). Aquest últim exemple també es coneix com a crida a la por. Les formes més moderades fan un ús extensiu del llenguatge metafòric imprecís (al·legories, metonímia, perifrases, kennings, etc.).
El politainment pot ser tant un aspecte de comunicació de (1) polítics i spin-doctors per al seu propi benefici i l'obstacle de l'adversari polític o (2) una estratègia per a editors de notícies, periodistes, etc., per promoure el seu treball periodístic i mitjà.
El politainment pot ser un factor en la identificació dels partits, influint en les eleccions dels votants, per la qual cosa s'ha convertit en una eina indispensable en les campanyes polítiques i les eleccions. Com a tal, també pot ser un dels ingredients -aparentment innocus- de la manipulació de les masses fins a la guerra política psicològica.

## Història
El terme politainment o infoentreteniment polític, es va començar a esmentar a la fi de 1980 entre els teòrics, quan es van adonar que les figures polítiques, en un intent d'ampliar el seu públic mitjançant les audiències televisives, deixaven de costat en la seva comunicació els aspectes seriosos de la informació política, i se centren en la part més freda i superficial, cridanera per a l'espectador.
Durant els 90, s'uneix la política amb l'entreteniment quan s'adonen que el públic busca informació més sensacionalista que seriosa, i per tant, les cares més visibles de la política s'inicien en aquest món barrejant-se amb personatges dels <a href="./Reality%20show" rel="mw:WikiLink" data-linkid="undefined" data-cx="{&amp;quot;userAdded&amp;quot;:true,&amp;quot;adapted&amp;quot;:true}">reality show</a> més vists i del món del cor, començant a aparèixer en les revistes de premsa rosa o en programes de sàtira política, sigui mitjançant imitacions d'aquest personatge o en cameos.
La relació entre política i espectacle no era nova, i Clifford Geertz, un antropòleg ja va afirmar que tot polític necessita una forma dramàtica de presentar les idees injustes contra les quals pretén lluitar est durant el seu mandat. Aquesta dramatització i posada en escena del poder polític provoquen que la societat política hagi passat a denominar-se "societat de l'espectacle".
El politainment, inicialment se centra en la comunicació televisiva, ja que és la que causava l'impacte més gran, però no era exclusiva a aquesta. Tots els mitjans de comunicació tradicionals (premsa, ràdio i televisió) van començar a incloure apartats amb soft news, és a dir, notícies superficials i anecdòtiques sobre la política per satisfer els oïdors.
Durant l'era digital, la viralitat del politainment és molt important per captar l'atenció d'un públic que es troba molt dispers a causa del gran nombre d'opcions comunicatives que hi ha avui dia. Així doncs, s'ha introduït la comunicació política a les xarxes socials, on les figures més importants d'aquest món mantenen una comunicació bidireccional amb el seu públic i ens mostren facetes de les seves vides que personifiquen al polític i ens donen a entendre que ell és com la resta de ciutadans.
Es va descobrir quan es va retransmetre el primer debat polític televisat als Estats Units, en el qual van participar Nixon i Kennedy, que aquell que tenia més carisma i una millor imatge personal enfront dels mitjans resultava ser el candidat més atractiu per als votants. Així doncs, Kennedy va acabar guanyant les eleccions a causa de la seva bona presència enfront dels mitjans de comunicació.
Els polítics s'han aprofitat d'aquesta troballa per forjar-se una imatge bona enfront dels mitjans i propera respecte a la ciutadania, emprant les xarxes socials per comunicar-se amb ells de forma personal i crear-se una reputació de transparència que enforteix la confiança entre el polític i el votant.
L'ús de la comunicació mitjançant xarxes socials també els ha permès acostar-se a públics que a través dels mitjans tradicionals eren més complicats d'aconseguir, com pot ser el públic jove, o grups d'interès que no solen consumir programes informatius en el seu moment a dia.
Alguns investigadors discuteixen la possibilitat que el politainment provoqui que els ciutadans es guiïn més per la imatge que per la política quan s'han de prendre decisions, i per punt aquestes no siguin fetes de la forma més racional i rigorosa possible. A pesar que l'infoentreteniment polític ha servit per captar l'atenció dels públics, est pot acabar derivant en escàndols d'imatge personal si no es gestiona bé la fina línia entre la comunicació política d'entreteniment i la comunicació política estricta i més tradicional.
S'ha de tenir en compte també que la comunicació política de l'infoentreteniment es gestiona de formes diferents en homes i en dones, ja que el públic té una idea diferent de com ha de ser una dona política i com ha de ser un home polític.